# Lac de Prà della Stua
Le lac de Prà della Stua est un lac artificiel situé à l'est du massif du Monte Baldo.

## Géographie
Le lac se situe à environ 1 000 m d'altitude dans une vallée à l'est du massif du Monte Baldo. Le lac est à côté du lac de Loppio, la plus grande étendue d'eau du massif du Monte Baldo. La commune la plus proche est Brentonico.

## Faune
Dans le lac de Prà della Stua, on trouve les espèces de poissons suivantes : le chevesne, le vairon, la truite brune et la truite arc-en-ciel.